# Rafał Bigus
Rafał Bigus (Stargard Szczeciński, 12 luglio 1976) è un ex cestista polacco.

## Carriera
Con la Polonia ha disputato i Campionati europei del 1997.

## Palmarès
- Campionato ceco: 1

ČEZ Nymburk: 2005-06
- Coppa di Polonia: 1

Prokom Sopot: 2001
- Campione USBL: 1

2001
- Supercoppa polacca: 2

Śląsk Breslavia: 1999, 2000